# فرودگاه شهری ایتکین
فرودگاه شهری ایتکین (به انگلیسی: Aitkin Municipal Airport) (به زبان بومی: Steve Kurtz Field) یک فرودگاه همگانی بهره‌برداری هوایی است که یک باند فرود آسفالت دارد و طول باند آن ۱۲۲۵ متر است. این فرودگاه در کشور ایالات متحده آمریکا  قرار دارد و در ارتفاع ۳۶۷ متری از سطح دریا واقع شده‌است.